# Parnowskie Jezioro
Parnowskie Jezioro – jezioro w województwie zachodniopomorskim, w powiecie koszalińskim, w gminie Biesiekierz.
Urzędowa nazwa Parnowskie Jezioro została ustalona w Rozporządzeniu Ministra Administracji Publicznej z dnia 2 kwietnia 1949 r. o przywróceniu i ustaleniu nazw miejscowości (nazwa niemiecka: Parnower See). Komisja Nazw Miejscowości i Obiektów Fizjograficznych w opublikowanym w 2006 Narodowym gazeterze Polski dot. hydronimów wprowadziła zestandaryzowaną nazwę Jezioro Parnowskie.

## Położenie
Według regionalizacji fizycznogeograficznej Parnowskie Jezioro leży na obszarze megaregionu Pozaalpejska Europa Środkowa, prowincji Nizina Środkowoeuropejska, podprowincji Pojezierza Południowobałtyckie, makroregionu Pobrzeże Koszalińskie (313.4), mezoregionu Równina Białogardzka (313.42). Kondracki i Richling zaklasyfikowali mezoregion do typu wysoczyzn młodoglacjalnych przeważnie z jeziorami, w większości o charakterze gliniastym, falistym lub płaskim.
Kilkaset metrów na wschód od Parnowskiego Jeziora leży Jezioro Tatowskie, znajdujące się w granicach rezerwatu przyrody „Parnowo” powołanego w celu ochrony lęgowisk ptactwa wodnego i błotnego. Po stronie zachodniej jeziora rozciągają się zabudowania wsi Parnowo, na północnym wschodzie wsi Cieszyn. Około 0,8 km na północny wschód od akwenu położony jest Kikut – wzniesienie o wysokości 60,2 m n.p.m.
W systemie gospodarki wodnej stanowi jednolitą część wód powierzchniowych „Parnowskie” o międzynarodowym kodzie PLLW20905.
Jezioro leży na terenie obwodu rybackiego Jezioro Parnowskie (Parnowo) na rzece Czerwona – nr 1, w dorzeczu Przymorza od rzeki Parsęty do rzeki Wieprza, obejmującego nie tylko sam akwen, ale i rzekę Czerwoną na odcinku od linii prostopadłej do osi rzeki łączącej punkty brzegu oddalone o 50 metrów od wypływu z jeziora.

## Charakterystyka

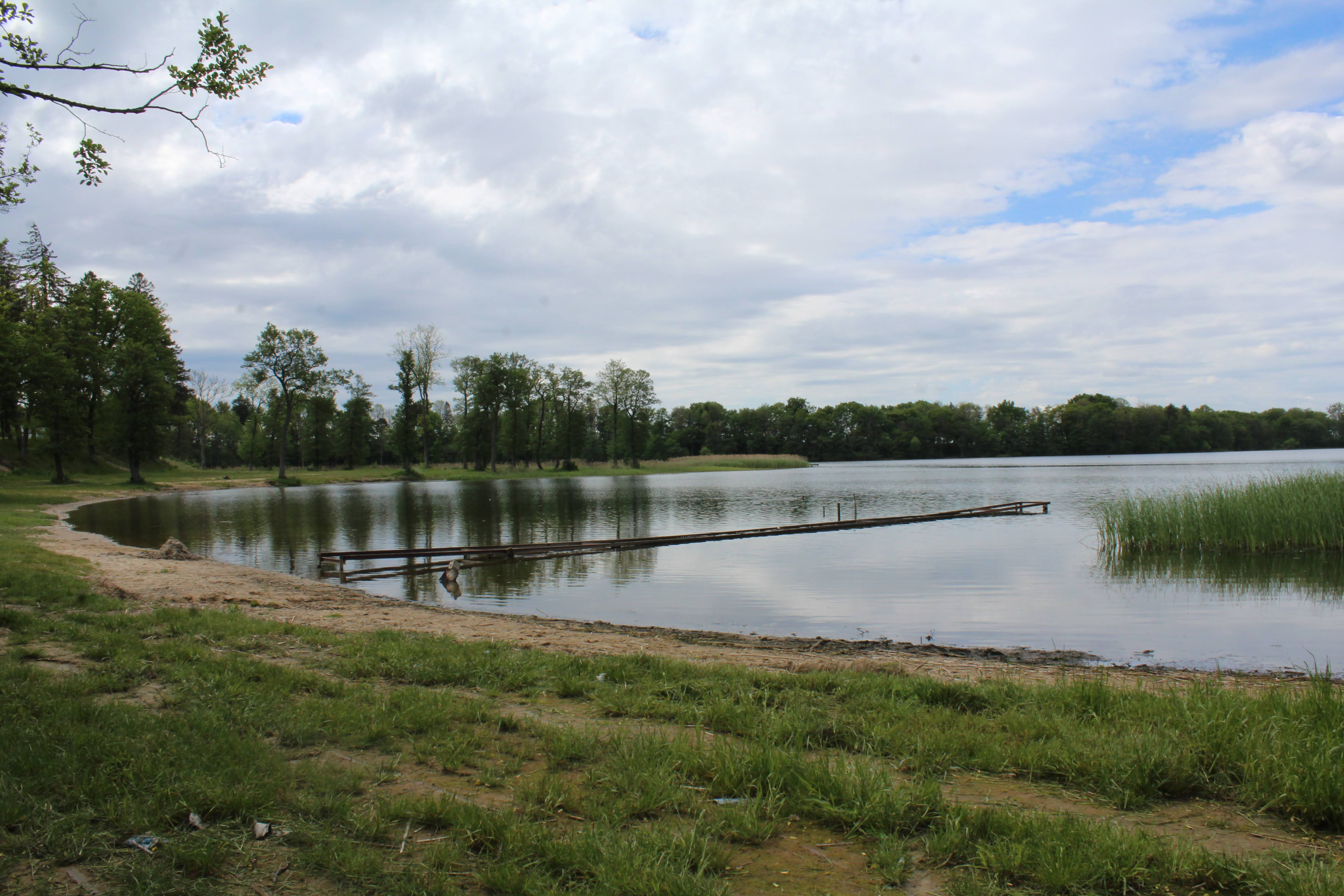
Kąpielisko w Cieszynie

Jezioro ma powierzchnię 55,1 ha, przy głębokości średniej 4,3 m i maksymalnej dochodzącej do 9,2 m. Objętość zbiornika wodnego wynosi 2395,0 tys. m³. Lustro wody położone jest na wysokości 28,2 m n.p.m. Charakteryzuje się nieregularnym kształtem, linię brzegową urozmaicają dwie większe zatoki. Całkowita powierzchnia zlewni akwenu wynosi 3,80 km², a bezpośrednia 1,55 km². Struktura użytkowania gruntów w zlewni bezpośredniej według Raportu o stanie środowiska w województwie zachodniopomorskim w latach 2006–2007 kształtowała się następująco: grunty orne – 77,5%, lasy – 7,7%, użytki zielone – 7,7%. Do jeziora wpływają dwa niewielkie cieki. Z akwenu wypływa rzeka Czerwona. Według niektórych źródeł istnieje tylko jeden odpływ o charakterze sezonowym.
Zgodnie z typologią abiotyczną zbiornik wodny został sklasyfikowany jako jezioro o wysokiej zawartości wapnia, o małym wypływie zlewni, niestratyfikowane, w obszarze Niżu Środkowopolskiego (2b).
Ze względu na typ rybacki Parnowskie Jezioro określane jest jako sandaczowe.

## Jakość wód
W 2006 na podstawie badań Inspekcji Ochrony Środowiska jezioro zaklasyfikowano do II klasy czystości w oparciu o System Oceny Jakości Jezior. W porównaniu do obserwacji z 1995 i 2002 nastąpiła poprawa klasy czystości, kiedy to jezioru przypisano III klasę.
W 2010 w związku ze znaczną degradacją jeziora na jego brzegu zainstalowano aerator. Pochłania on wody epilimniczne ze strefy przybrzeżnej (płytkiej) jeziora, by poddać je napowietrzeniu wewnątrz urządzenia. Natlenione zasoby odprowadzane są z kolei tam, gdzie występowały deficyty tlenowe.
Dzięki aeracji średnie roczne stężenie azotu ogólnego w 2012 osiągnęło wartość 1,04 mg/dm³, podczas gdy w 2010 wynosiło 1,53 mg/dm³. Zmniejszeniu uległa także ilość fosforu ogólnego – z 0,62 mg/dm³ w 2010 do 0,58 mg/dm³ w 2012. Zaobserwowano znaczny spadek fitoplanktonu, zarówno w analizie liczbowej, jak i masowej. Po dwóch latach od uruchomienia instalacji ilość biomasy spadła do poziomu 1,89 mg/dm³, przy poziomie wyjściowym 6,32 mg/dm³, a zagęszczenie glonów uległo dwukrotnemu pomniejszeniu.